# Raphiptera
Raphiptera is een geslacht van vlinders van de familie grasmotten (Crambidae).

## Soorten
- R. argillaceellus Packard, 1868
- R. minimellus Robinson, 1871